# Middle Island (Nowy Jork)
Middle Island – jednostka osadnicza w Stanach Zjednoczonych, w stanie Nowy Jork, w hrabstwie Suffolk.